# Журонг (марсоход)
Шаблон:Infobox individual space vehicle
Журонг (китайски:祝融; пинин: Zhùróng) е първият китайски марсоход кацнал на друга планета. Съставна част от мисията Тянвен-1 до Марс, проведена от Китайското национално космическо управление (CNSA).
Космическият кораб е изстрелян на 23 юли 2020 г. и вкаран в орбитата на Марс на 10 февруари 2021 г. Космическият кораб извършва успешно меко кацане на Марс на 14 май 2021 г., което прави Китай втората страна, извършила успешно меко кацане на космически кораб на Марс. Журонг успешно се активира на 22 май 2021 г., 02:40 UTC.

## Име
Журонг е кръстен на китайска митологична фигура, обикновено свързвана с огъня и светлината, тъй като в Китай Марс е наричан „планетата на огъня“, както и в някои други страни в Източна Азия. Името е избрано чрез публично онлайн гласуване, проведено между 20 януари 2021 г. и 28 февруари 2021 г., като името Журонг се класира на първо място с 504 466 гласа. Има значение на „запали огъня на междузвездното изследване в Китай и символизира решимостта на китайския народ да изследва звездите и да разкрива неизвестното във Вселената“.

## История
Китай започва първия си опит за междупланетни изследвания през 2011 г., като изпраща Yinghuo-1 на орбита на Марс в съвместна мисия с Русия. Той обаче не напуска орбитата на Земята поради повреда на руската ракета-носител. В резултат на това китайската космическа агенция започва самостоятелна мисия към Марс.
Първият ранен модел на бъдещия марсоход е показан през ноември 2014 г. на 10-то Международно изложение за авиация и космическо пространство в Китай с външен вид, подобен на лунохода Юту.
На 22 април 2016 г. Сю Даже, ръководител на CNSA обявява, че мисията към Марс е одобрена на 11 януари 2016 г. Ще бъде изпратена сонда до орбитата на Марс и ще се опита да кацне на Марс през 2020 г.
На 23 август 2016 г. Китай показва първите изображения на финалната версия на космическия кораб „Марс“, спускателния апарат и марсоход в една мисия.
Научните цели и полезният товар на мисията Марс са декларирани в доклад, публикуван в Journal of Deep Space Exploration през декември 2017 г.
На 24 април 2020 г. програмата за междупланетно проучване на Китай е обявена официално от CNSA, заедно с името Tianwen и емблема на програмата. Първата мисия на програмата през 2020 г. е наречена Tianwen-1.
На 24 април 2021 г., в очакване на предстоящия опит за кацане, CNSA официално обявява, че марсоходът ще носи името Журонг.

## Избор на място за кацане
Определено е въз основа на два критерия:
- Инженерна осъществимост, географска ширина, надморска височина, наклон, състояние на повърхността, разпределение на скалите, локална скорост на вятъра, изисквания за видимост по време на процеса EDL.
- Научни цели, включително геология, структура на почвата и разпространение на замръзнала вода, повърхностни елементи, разпространение на минерали и скали, регистриране на магнитни полета.

На следващия етап предварително са избрани две области: Chryse Planitia и Utopia Planitia.
Вариантът в Utopia Planitia е по-облагодетелстван от екипа поради по-големите шансове за намиране на доказателства за съществуването на древен океанв северната част на Марс. В крайна сметка е този вариант избран за за кацане на мисията.

## Хронология на мисията
Изстрелване от китайския космодрум Венчан в 12:41 UTC + 8 на 23 юли 2020 г. разположен на китайския остров Хайнан.
След 202-дневно пътуване през междупланетното космическо пространство Тайнвен-1 влиза в орбитата на Марс на 10 февруари 2021 г.. Впоследствие са извършени няколко орбитални маневри за проучване на целеви места за кацане на Марс.
На 14 май 2021 г. носителятт и марсоходът Журонг се отделят от орбитата на Tianwen-1. След около девет минути носителят и марсоходът извършват успешно меко кацане в Утопия Планития, използвайки комбинация от аерокорпус, парашут и ретроракета. 
След установяване на стабилна комуникация с марсохода, CNSA излъчва първите си снимки от повърхността на Марс на 19 май 2021 г. Марсоходът Журонг се отделя от спускаемия апарат на 22 май 2021 г.
На 22 май 2021 г., в 10:10 ч. по пекинско време (02:40 GMT) Журонг стъпва на повърхността на Марс.
На 11 юни 2021 г. CNSA излъчва първата партида изображения от повърхността на Марс, включително панорамно изображение, направено от Журонг, както и цветна групова снимка на Журонг и спускаемия апарат Tianwen-1, направени от безжична камера, поставена на марсианската почва. Панорамното изображение е съставено от 24 единични снимки, направени от NaTeCam преди роувърът да стъпин на повърхността на Марс. Изображението разкрива, че топографията и изобилието от скали в близост до площадката за кацане са били в съответствие с очакванията за релефа на Южна утопия характеризиращ се с малки, но широко разпространени скали, шарки от бели вълни и кални вулкани.
На 27 юни 2021 г. CNSA публикува изображения и видеоклипове от процеса на EDL на Журонг и движението върху повърхността на Марс, включително клип от звуци, направени от Журонг, записани от неговия инструмент Mars Climatic Station (MCS).
Към 11 юли 2021 г. CNSA съобщава, че Журонг е изминал повече от 410 м (1350 фута) по марсианската повърхност.

## Цели на проучването
Планираните задачи на мисията на марсохода са:
- Изучаване на топографията и геологията на местния район
- Изучаване на почвата и съдържанието на лед
- Проучване на елементите, минералите и скалите
- Взимане на проби от атмосферата

## Инструменти
Шестколесният марсоход тежи 240 кг при 1,85 м височина. Захранва се от четири слънчеви панела и е снабден с шест научни инструмента:
- Mars Rover Penetrating Radar ( RoPeR ) Наземно проникващ радар (GPR) с две честоти, за проникване до 100 м (330 фута) под марсианската повърхност. Това е един от двата най-първи радари за проникване в земята, разположени на Марс, заедно с този, оборудван от марсохода Perseverance на НАСА, изстрелян и кацнал през същите години.
- Mars Rover Magnetometer (RoMAG) за изследване на финното магнитно поле на земната кора на базата на профилиране на марсианската повърхност.
- Марсовата метеорологична станция (MCS) (също MMMI Mars Meteorological Measurement Instrument) измерва температурата, налягането, скоростта и посоката на вятъра на повърхностната атмосфера, като и микрофон за улавяне на звуци.
- Mars Surface Compound Detector (MarSCoDe) съчетава лазерно-индуцирана пробивна спектроскопия (LIBS) и инфрачервена спектроскопия.
- Мултиспектрална камера (MSCam) В комбинация с MarSCoDe, MSCam изследва минералните компоненти, за да установи връзката между марсианската повърхностна водна среда и вторичните минерални типове и да търси исторически условия на околната среда за наличието на течна вода.
- Камери за навигация и топография (NaTeCam) с резолюция 2048 × 2048, NaTeCam се използва за изграждане на топографски карти, извличане на параметри като наклон, вълнообразност и грапавост, изследване на геоложки структури и извършване на цялостен анализ на геоложката структура на повърхностните параметри.

Сред шестте научни инструмента, RoPeR работи по време на движение на марсохода; MarSCoDe, MSCam и NaTeCam работят, когато са неподвижни; RoMAG и MCS работят както при движение, така и стационарно.
Други инструменти:
- Отдалечена малка камера, пусната от марсохода, за да направи снимки на марсохода и спускаемия апарат на 1 юни 2021 г. Заснетите изображения се прехвърлят в марсохода чрез Wi-Fi.

## План
Планираният експлоатационен живот на ровера е 90 сола (марсиански дена). Всеки три соли се определят като един период на работа. Основният процес на всеки период на работа е:
- 1: NaTeCam заснема изображения на марсианска повърхност за анализ и планиране на операциите.
- 2: Всеки полезен товар извършва научно изследване.
- 3: Марсоходът се придвижва към целевото местоположение. RoMAG и MCS събират данни при пътуване.

Придобитите данни се пренасочват към всеки сол (марсиански ден). Данните се обработват от екипи в CNSA по време на официален 5-6-месечен патентован период, преди да бъдат предоставени на научната общност.